# Мокрецовское сельское поселение
Мокрецо́вское сельское поселение — муниципальное образование в составе Кирово-Чепецкого район Кировской области России.
Административный центр — село Каринка.

## История
Мокрецовское сельское поселение образовано 1 января 2006 года согласно Закону Кировской области от 07.12.2004 № 284-ЗО.

## Население
| 2010  | 2012  | 2013  | 2014  | 2015  | 2016  | 2017  |
| ----- | ----- | ----- | ----- | ----- | ----- | ----- |
| 1589  | ↗1664 | ↗1669 | ↘1655 | ↘1646 | ↘1600 | ↘1572 |
| 2018  | 2019  | 2020  | 2021  |       |       |       |
| ↘1519 | ↘1467 | ↘1421 | ↘1171 |       |       |       |

## Состав
В состав поселения входят 13 населённых пунктов (население, 2010):
| - село Каринка — 905 чел.; - посёлок Ардашевский — 132 чел.; - деревня Бельтюки — 1 чел.; - деревня Зяблецы — 11 чел.; - деревня Краюхи — 0 чел.; - деревня Кремли — 2 чел.; - деревня Марковцы — 462 чел.; | - деревня Мерзляки — 1 чел.; - деревня Мокрецы — 35 чел.; - деревня Солодилы — 2 чел.; - деревня Сунцы — 4 чел.; - деревня Ходыри — 1 чел.; - деревня Шухарды — 33 чел. |